# 卡尔博内
卡尔博内（義大利語：Carbone），是意大利波坦察省的一个市镇。总面积47平方公里，人口725人，人口密度15.4人/平方公里（2009年）。ISTAT代码为076019。